# Saint-M'Hervé
Saint-M'Hervé är en kommun i departementet Ille-et-Vilaine i regionen Bretagne i nordvästra Frankrike. Kommunen ligger i kantonen Vitré-Est som tillhör arrondissementet Fougères-Vitré. År 2022 hade Saint-M'Hervé 1 357 invånare.

## Befolkningsutveckling
Antalet invånare i kommunen Saint-M'Hervé
Referens:INSEE